# Spitzberg (Bannwald)
Das Gebiet Spitzberg ist ein mit Verordnung vom 16. September 2008 durch die Körperschaftsforstdirektion Tübingen ausgewiesener Bannwald (Schutzgebiet-Nummer 100662) bei Hirschau im Landkreis Tübingen in Baden-Württemberg.

## Lage
Das Schutzgebiet befindet sich auf der Südseite des Spitzbergs oberhalb von Hirschau. Es liegt im Stadtwald Tübingen auf dem Flurstück Nr. 3731/1 (teilweise) der Gemarkung Hirschau.
Der Bannwald liegt im Landschaftsschutzgebiet Spitzberg und er ist Teil des Vogelschutzgebiets Schönbuch. Im Südosten grenzt der Bannwald an das Naturschutzgebiet Spitzberg-Ödenburg.

## Vegetation
Im Bannwald kommen laut Waldbiotopkartierung die folgenden Pflanzen vor:
Feldahorn, Wald-Reitgras, Blaugrüne Segge, Berg-Segge, Wald-Segge, Gemeine Hainbuche, Eingriffeliger Weißdorn, Wald-Knäuelgras, Drahtschmiele, Rotbuche, Verschiedenblättriger Schwingel, Wald-Erdbeere, Gemeiner Efeu, Schwärzende Platterbse, Gewöhnlicher Liguster, Weißliche Hainsimse, Nickendes Perlgras, Blaues Pfeifengras, Waldkiefer, Hain-Rispengras, Erdbeer-Fingerkraut, Traubeneiche, Feld-Rose, Elsbeere, Sommerlinde.

## Schutzzweck
Der Schutzzweck des Bannwalds ist gemäß Schutzgebietsverordnung
- Die unbeeinflusste, spontane Entwicklung des Waldes, hier vertreten durch die Waldgesellschaften des Buchen-Eichenwaldes und des Elsbeeren-Eichen-Buchenwaldes mit seinen Tier- und Pflanzenarten (Schutz des Sukzessionsablaufes, Prozessschutz) zu gewährleisten. Zudem soll die wissenschaftliche Beobachtung der Entwicklungsprozesse sichergestellt werden. Hierzu gehört neben der Entwicklung der naturnahen Wälder auch die Dokumentation des natürlichen Sukzessionsverlaufes auf ehemaligen Weinbauflächen und die Weiterentwicklung der stark anthropogen geprägten ehemaligen Mittelwaldbestände sowie der nadelholzreichen Bestände. Dies beinhaltet den Schutz der Lebensräume und -gemeinschaften, die sich im Gebiet befinden, sich im Verlauf der eigendynamischen Entwicklung des Waldbestan des innerhalb des Schutzgebietes ändern oder durch die eigendynamische Entwicklung entstehen.

## Betreuung
Wissenschaftlich betreut wird der Bannwald durch die Forstliche Versuchs- und Forschungsanstalt Baden-Württemberg (BVA).